# Vatasze Maki
Vatasze Maki (渡瀬マキ; Hepburn: Maki Watase; Toba, Mie prefektúra, 1969. február 22. –) japán énekes-dalszerző, az egykori Lindberg pop rock együttes énekese. 1986-ban mutatkozott be idolénekesnőként. 1988-ban a háttérzenészeivel megalapította a Lindberg nevű együttest, amely 2002-ben feloszlott. Azóta elsősorban dalszövegíróként tevékenykedik.

## Pályafutása
1969. február 22-én született a Mie prefektúrai Tobában. 1986-ban elnyerte a Súkan Young Jump mangamagazin Queen Grand Prix tehetségkutató versenyét, egy évvel később, 1987. június 1-jén megjelent bemutatkozó kislemeze Pearlmond Kiss címmel, melyet szeptember 25-én az I Love You, majd november 20-án a No Count követett. 1988-ban a háttérzenekarával megalapította a Lindberg pop rock együttest, hátrahagyva az idolénekesnői karrierjét. A zenekar bemutatkozására 1989. április 25-én került sor a Route 246 című kislemezzel. Ugyan első kiadványuk nem váltotta be a hozzáfűzött reményeket, azonban második kislemezük, az Ima Szugu Kiss Me az Oricon slágerlista első helyén mutatkozott be. 1990 áprilisa és 1991 decembere között az All Night Nippon rádióműsor házigazdája volt. 1995-ben Message D’amour címmel jelent meg első önálló stúdióalbuma, amely a nyolcadik helyezést érte el a japán eladási listákon. 1997. március 5-én újabb szólóalbuma jelent meg Double Berry néven, melyet 2002-ben a Happiness on The Kitchen Table követett. 1997. október 16-án hozzáment zenekara gitárosához, Hirakava Tacujához, akinek 1999. november 6-án szült egy fiút, majd 2003. augusztus 26-án egy lányt. A Lindberg 17 nagylemez után 2002. augusztus 24-én feloszlott, Vatasze visszavonult a zene világából, hogy a családjára koncentrálhasson. 2006-ban megalapította az Ontembaar nevű gyermekruházati céget. 2008. december 15-én bejelentette, hogy negyvenedik születésnapja alkalmából megtartja első szólókoncertjét, melyen hírül adta, hogy a Lindberg újra összeáll, azonban csak az év végéig. 2010. augusztus 1-jén fellépett a Girl Pop Factory 10 zenei fesztiválon. 2006 óta férjével közösen készítik el a Jurian Beat Crisis „együttes” összes dalát.

## Diszkográfia
Stúdióalbumok
- Message D’amour (1995)
- Double Berry (1997)
- Happiness on The Kitchen Table (2002)

Kislemezek
- Pearlmond Kiss (1987)
- I Love You (1987)
- No Count (1987)